# Consulta sobre conflitos gestacionais
No direito alemão, a  consulta sobre conflitos gestacionais (em alemão: Schwangerschaftskonfliktberatung, SKB) é, nos termos do parágrafo 219 do  código penal alemão, um procedimento indispensável para que a  interrupção da gravidez não seja punível. Os vários controles jurídicos que tratam da consulta sobre conflitos gestacionais na Alemanha encontram-se na "Lei de prevenção e manejo de conflitos gestacionais". Para que possa emitir um Atestado de consulta, o centro de aconselhamento deve ter o devido reconhecimento público, geralmente expedido pelo Ministério da Segurança Social do país.  Além disso, o Tribunal Constitucional Federal exige que a consulta ocorra em local diferente da clínica em que se pretenda fazer a interrupção da gravidez, para impossibilitar a associação indevida da consulta a interesses financeiros.

## Teor
Uma consulta sobre conflitos gestacionais abrange:
- Esclarecimento de conflitos relacionados aos aspectos  emocionais, psíquicos, conjugais e de planejamento de vida envolvidos na paternidade e maternidade e sua relação com a interrupção da gravidez
- Informações sobre  benefícios sociais  e outros auxílios, públicos ou não —  auxílio-paternidade, salário-família, auxílio de subsistência, auxílio-moradia, benefícios de acesso a serviços essenciais
- Esclarecimentos médicos sobre uma intervenção cirúrgica ou medicamentosa
- Valores e custeio de uma interrupção da gravidez
- Explicação sobre a fundamentação jurídica.

Centros de apoio à gestante e centros que oferecem a consulta sobre conflitos gestacionais também dão aconselhamento integral sobre direitos legais com relação a proteção à maternidade e licença parental, respondem a dúvidas sobre compatibilidade entre família e vida profissional, sobre famílias monoparentais, sobre educação infantil, sobre educação básica, educação profissional e educação superior, sobre problemas após uma interrupção da gravidez ou um parto, assim como métodos contraceptivos, planejamento familiar e sexualidade. Ocasionalmente, os centros podem intermediar um auxílio financeiro (p. ex., de um fundo beneficente, como o fundo beneficente „Hilfen für Frauen und Familien“) ou ainda assistência médica para mãe e filho, para pai e filho, para a gravidez e para a maternidade. Se necessário, os centros encaminham as consulentes para ginecologistas, parteiras e outros serviços especializados. Os centros também trabalham ocasionalmente em parceria com projetos de temas relacionados, como o projeto de prevenção “Babybedenkzeit”.

## Postura da Igreja
Uma rigorosa postura da Igreja Católica Romana está documentada no breve pontifício de 11 de janeiro de 1998, em que o Papa João Paulo II se dirige aos bispos alemães para tratar do aconselhamento gestacional dado pela igreja.
Em reação a este documento, foi fundada, em 1999, a associação católica Donum vitae.